# Kupředu, zpátky ni krok!

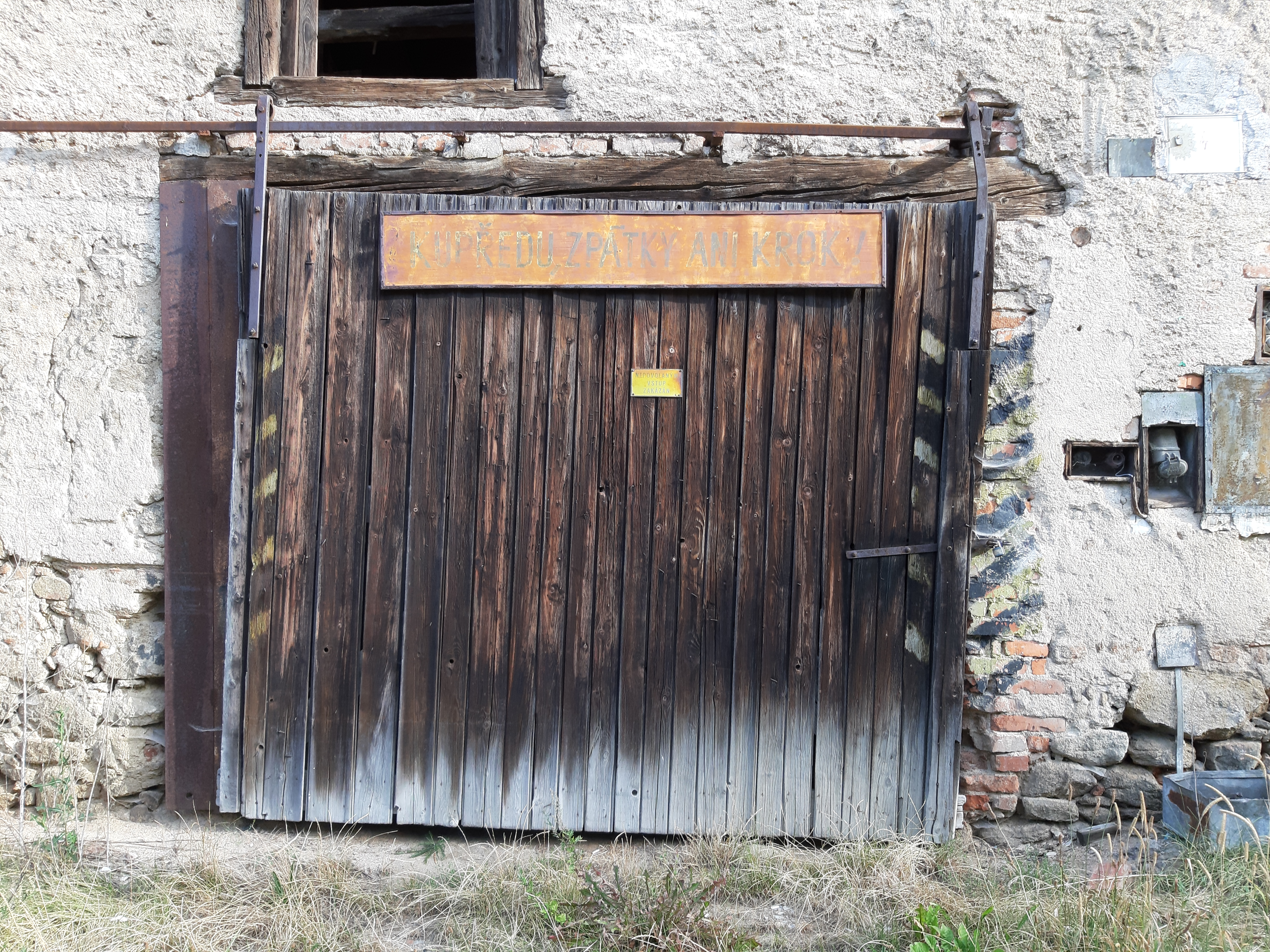
V tomto prostoru bývalo technické zázemí pro JZD. Dodnes (k srpnu 2022) je tam k vidění komunistické heslo Kupředu, zpátky ani krok! (vyfoceno ve vesnici Defurovy Lažany).

Kupředu, zpátky ni krok! byla výzva prokomunistické kulturní inteligence zveřejněná poprvé dne 25. února 1948. Prohlášení vybízelo kulturní pracovníky, aby se podíleli na vzniku nové vlády „obrozené Národní fronty“, jež zajistí „naši československou cestu k socialismu“ a povede k „opravdové demokratizaci kultury“ s vytvářením „nových kulturních hodnot“. Současně byli kulturní činitelé vyzváni, aby vstupovali nebo zakládali akční výbory a „pomáhali zneškodňovat síly temna a zpátečnictví“.

## Výzva
Novoroční projev k roku 1948 zakončil předseda vlády Klement Gottwald sokolským heslem: Kupředu, zpátky ni krok! Připravoval se totiž XI. všesokolský slet, který se poté, v červnu 1948, uskutečnil. Sokolským heslem uvedená únorová komunistická výzva byla stylizována pravděpodobně osobami spojenými s akčním výborem Syndikátu českých spisovatelů a inspirována kulturním a propagačním oddělením ÚV KSČ.
Dne 25. února 1948 byla výzva publikována ve Svobodných novinách, které do 24. února 1948 vedl Ferdinand Peroutka (viz Lidové noviny), tentýž den vytisklo výzvu Kupředu, zpátky ni krok! rovněž Rudé právo; v časopise Tvorba pak vyšla v čísle 8 (17. ročník, 1948) – včetně seznamu prvních signatářů. V první vlně tuto proklamaci podepsalo 170 osobností, v Tvorbě je již uvedeno zhruba 300 podpisů. Později redakce Svobodných novin přislíbila knižní vydání manifestu se všemi podpisy. K tomu však nedošlo.
Výzvu podepsal například Symfonický orchestr Československého rozhlasu, Syndikát českých skladatelů, Syndikát českých spisovatelů, Ochranné sdružení autorské či Literární a hudební odbor Umělecké besedy. Mezi podepsanými jednotlivci byli mimo jiné František Hrubín, Herberta Masaryková, Jiřina Štěpničková, Olga Scheinpflugová, Jiří Voskovec či Jan Werich.
Na základě velkého množství podpisů byl text výzvy záhy vydáván za vyjádření většiny kulturní inteligence na podporu komunistického puče. Lze se však oprávněně domnívat, že podpisy některých signatářů neznamenaly souhlas s únorovým převratem, ale za zmínku stojí i fakt, že mnozí umělci podepsali už v roce 1946 prokomunistické „Májové poselství kulturních pracovníků českému lidu!“ publikované před parlamentními volbami do Národního shromáždění. Toto předvolební „Májové poselství…“ podepsalo celkem 843 kulturních pracovníků a komunisté volby vyhráli. Později, v lednu 1977, komunisty protežovaní umělci podpořili rovněž stávající režim podpisem Anticharty. 
Všechny tři prokomunistické manifesty (Májový, Kupředu a Anticharta) podepsali například František Filipovský, František Gross, Jiří Hájek, Emil Hlobil, Jan Hostáň, František Jiroudek, František Kovářík, Jaromír Lang, Vlasta Matulová, Arnošt Paderlík, Karel Palouš, Ladislav Pešek, Josef Rybák, Lev Šimák, Vladimír Šmeral, Ladislalv Štoll, Otakar Vávra či Vilém Závada.

## Píseň
Akce byla podpořena masovou písní Kupředu levá, zpátky ni krok... Hudbu složil Jan Seidel, slova napsal Bedřich Bobek. Fanfáry v závěru písně se staly znělkou hlavních rozhlasových zpráv.

## Kniha
Kupředu, zpátky ni krok! je sborník projevů předsedy vlády Klementa Gottwalda ze dnů 17.–29. února 1948. Sborník obsahuje i  dokumenty předsednictva Ústředního výboru KSČ, které byly v těch dnech zveřejněny a jichž je Klement Gottwald autorem nebo hlavním redaktorem. V úvodu jsou výňatky z referátu Klementa Gottwalda na zasedání Ústředního výboru KSČ ze dne 28. listopadu 1947 a z jeho novoročního projevu 1. ledna 1948. Sborník obsahuje i akční program nové Gottwaldovy vlády, přednesený v ÚNS dne 10. března 1948. Kniha byla vydána v roce 1948 v nakladatelství Orbis.